# Kanalbrücke Digoin

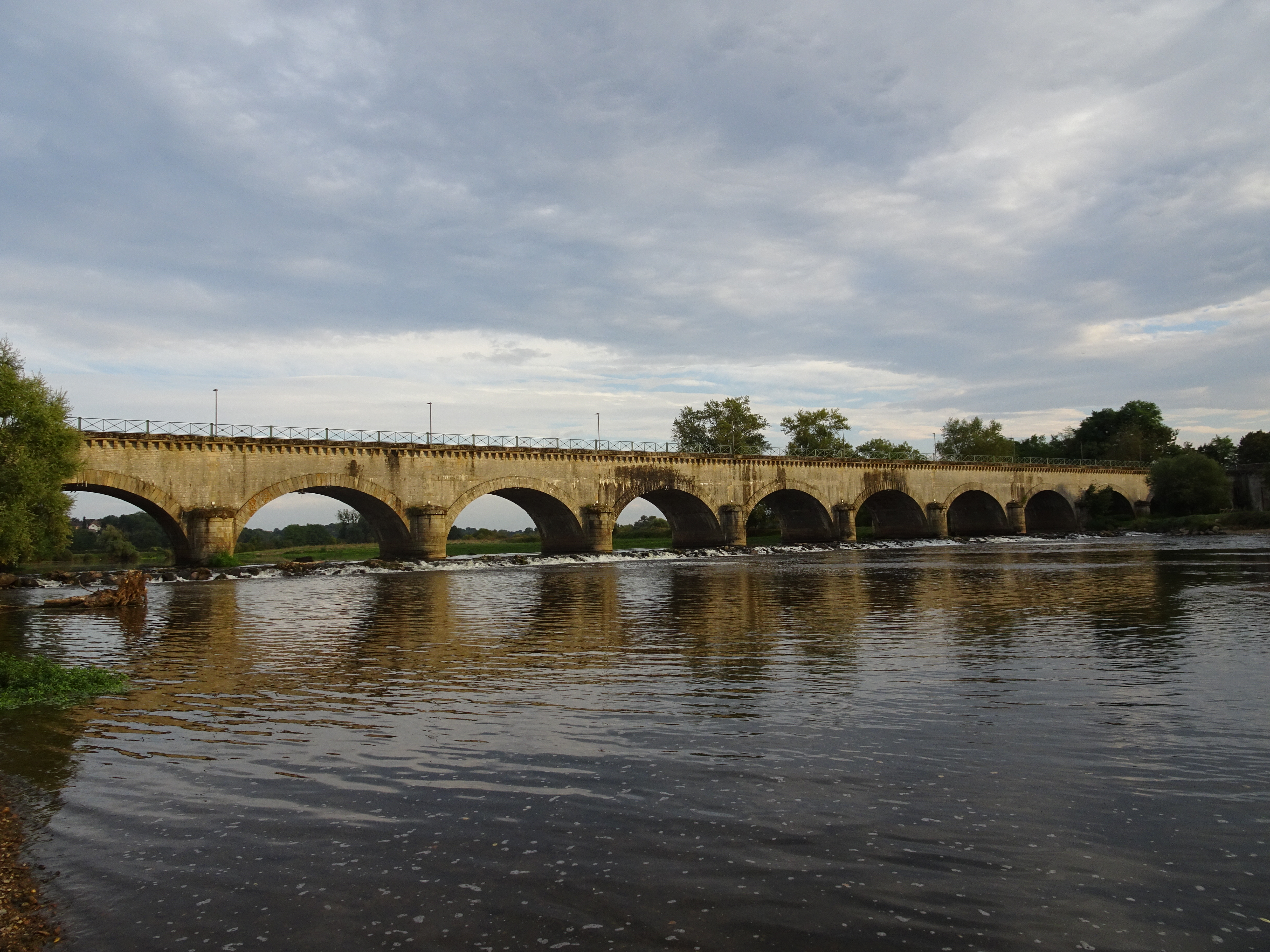
Kanalbrücke Digoin, Ansicht von Westen

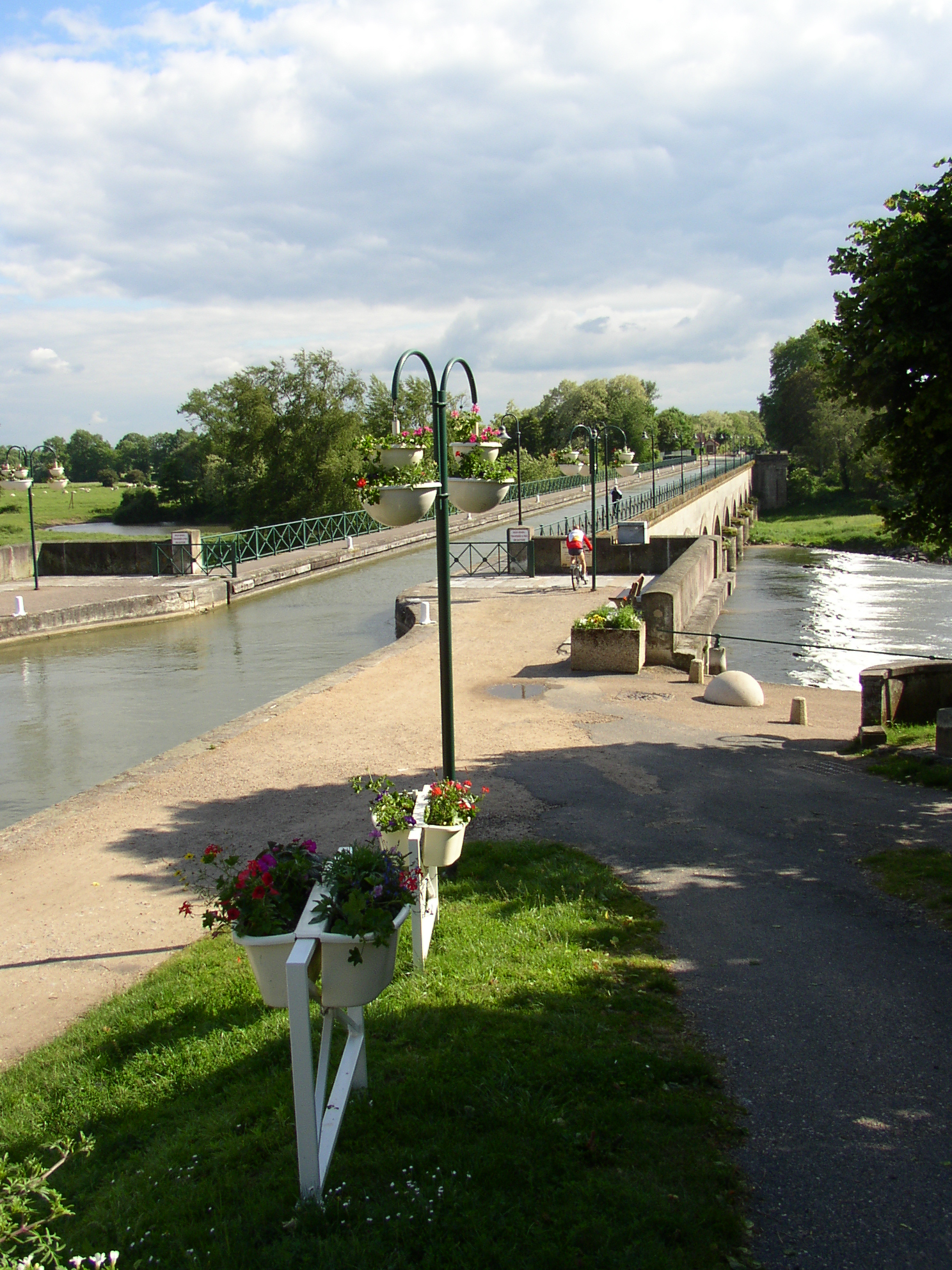
Blick von Norden auf die Kanalbrücke

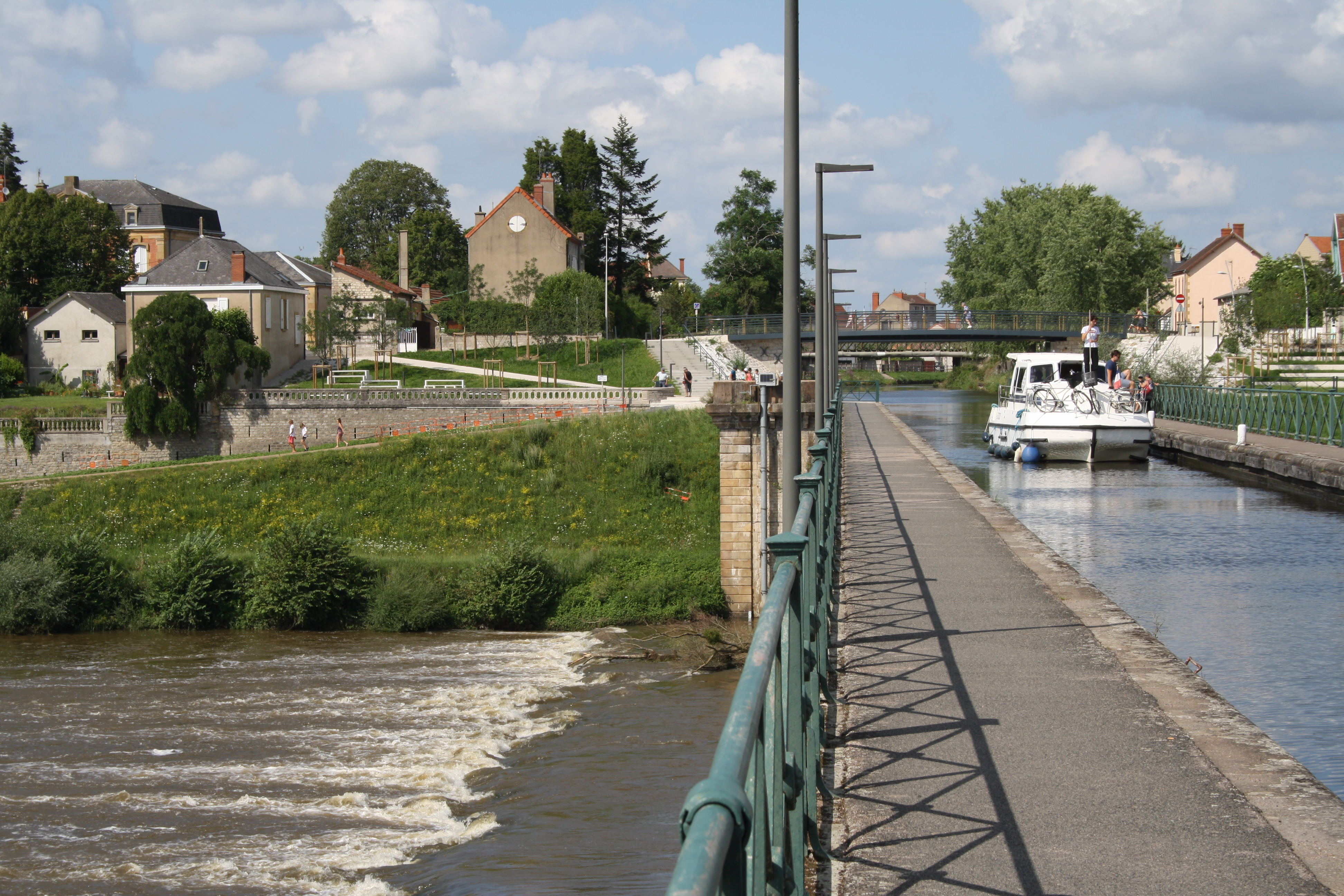
Boot auf der Kanalbrücke über die Loire

Die Kanalbrücke Digoin (fr: Pont-canal de Digoin) ist eine Trogbrücke am Rand der französischen Stadt Digoin im Département Saône-et-Loire in der Region Bourgogne-Franche-Comté. Auf ihr quert der Canal latéral à la Loire den tiefer gelegenen Fluss Loire.

## Geschichte
Da die obere Loire wegen ihres unregelmäßigen Wasserstands für den Schiffsverkehr nicht unproblematisch war, wurde zwischen 1827 und 1838 ein parallel zum Fluss verlaufender Seitenkanal gebaut. Der Canal latéral à la Loire stellt zugleich das Bindeglied zwischen dem Canal de Briare und dem Canal du Centre dar. Über vier aufeinanderfolgende Kanäle können Binnenschiffe vom Ärmelkanal über Paris und Lyon bis zum Mittelmeer fahren.
Unter der Leitung von Jean Joseph Pierre Vigoureux schuf der Ingenieur Adolphe Jullien ab 1834 bei Digoin eine der ersten großen Kanalbrücken Frankreichs. Sie wurde 1837 fertiggestellt und zeitgleich mit der Eröffnung des Kanals für den Schiffsverkehr freigegeben. 1870 wurde die Brücke verbreitert. Von 1890 bis 1896 wurde sie zur Anpassung an die Maße von Schiffen der Freycinet-Klasse durch Léonce-Abel Mazoyer nochmals überarbeitet, wobei durch die Erhöhung der Trogwände die Wassertiefe vergrößert wurde.

## Beschreibung
Die 243 m lange Brücke wurde aus behauenem Stein errichtet, ihre elf Bögen weisen am Fuß jeweils eine lichte Weite von 16 m auf. Die zehn Pfeiler sind drei Meter unter dem Niedrigwasserstand der Loire im Grund des Flusses verankert und am Fuß der Bögen jeweils 9 m breit.
Der Trog ist 6 m breit und 2,30 m tief, sein Boden befindet sich 8,30 m über der Loire. Beiderseits wird er von einem 1,75 m breiten Treidelpfad gesäumt. Unmittelbar südlich der Brücke schließt die Schleuse Nr. 1 (Ècluse de Digoin) an.